# Ундина

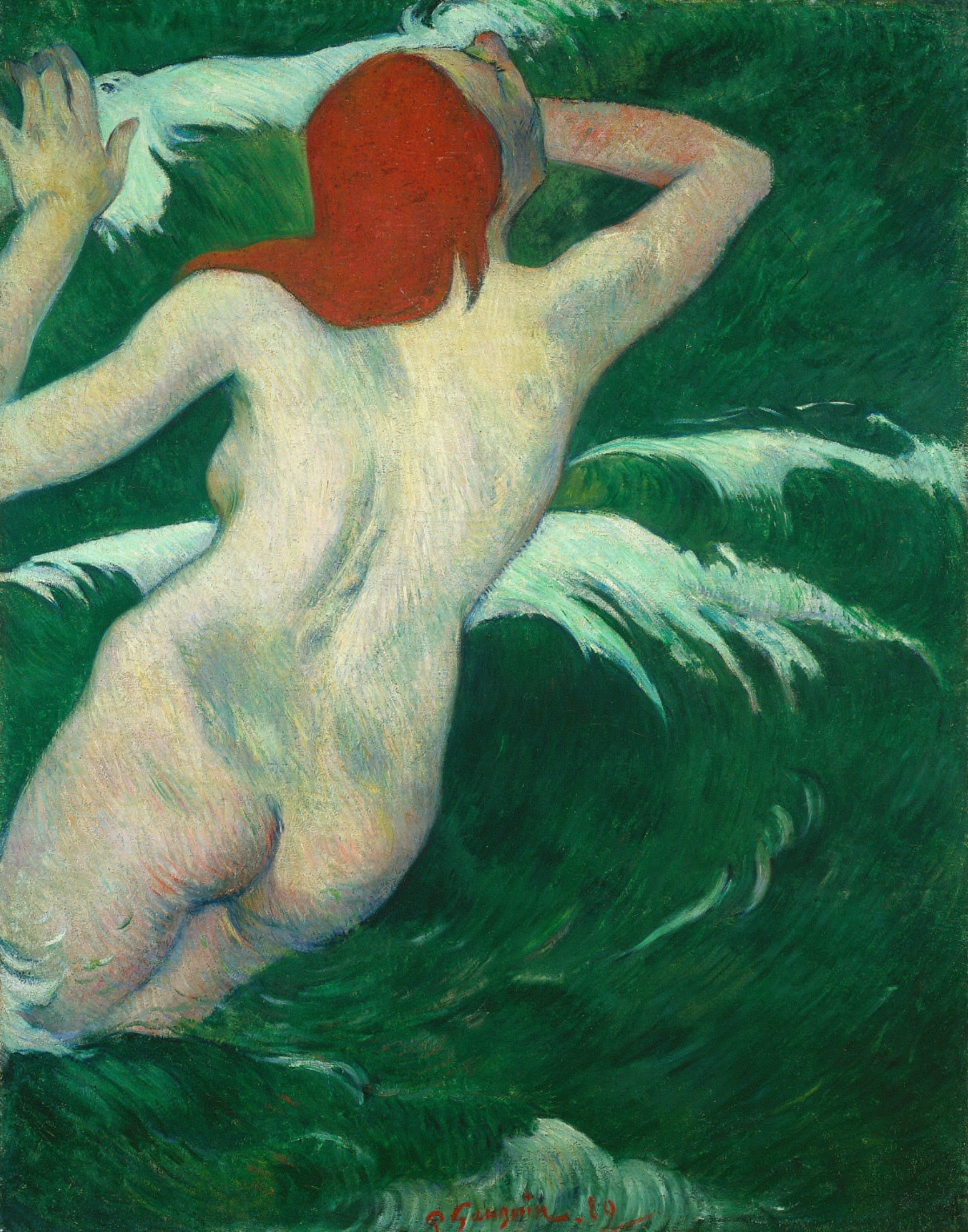
«Ундина», Поль Гоген

Унди́на (нім. Undine від лат. unda — «хвиля») — у фольклорі народів Європи (німецькі сказання, повір'я народів Балтики, почасти давньогрецькі міфи) — дух води, русалка. Це прекрасна дівчина, іноді з риб'ячим хвостом, яка, виходячи на берег і розчісуючи волосся, співом і красою заманює подорожніх у глибини вод. Може погубити їх або зробити своїми коханцями у підводному царстві. Ундіни спокушають чоловіків тому, що коли народять дитину від земної людини — то зможуть отримати безсмертну душу.
За легендами, людина, відшукавши цвіт папороті, зможе безперешкодно дивитися на ундин, не піддаючись їхнім чарам, і навіть заручитися їхньою допомогою у проведенні польових робіт, оскільки ундини вміють керувати погодою, насилаючи дощі.

## Особливості ундин
Відповідно до теорії, висунутої Парацельсом, «ундина є русалкою або духом води. Ундини зазвичай живуть у лісах, де є озера та водоспади. У них гарні голоси, які іноді звучать подібно до шуму води. Згідно з деякими легендами, ундини не можуть отримати душу назад, якщо вони вступають у шлюб з чоловіком і народжують від нього дитину». Цей аспект зробив ундин популярним лейтмотивом у романтичній і трагічній літературі.
У 18 столітті в Шотландії ундин також називали «примарами води», оскільки вони не боялися її, як інші примари, такі як келпи.

## Сон Ундини
У німецькій казці, відомій як «Сон Ундини», Ундина є русалкою. Вона дуже красива і, як всі німфи, безсмертна. Однак, якщо вона закохується у смертного і народжує від нього дитину, то втрачає своє безсмертя.
Ундина зрештою закохалася у красивого лицаря, сера Лоуренса, і вони одружились. Коли вони обмінюються клятвами, Лоуренс обіцяє назавжди кохати і бути вірним їй. Через рік після шлюбу Ундина народила дитину. З цього моменту вона починає старіти. Як тільки фізична привабливість Ундини починає щезати, Лоуренс втрачає інтерес до дружини.
Одного разу Ундина, йдучи повз стайню, почула знайоме хропіння чоловіка. Коли вона увійшла всередину, то побачила, що сер Лоуренс спить в обіймах іншої жінки. Ундина тицяє в нього пальцем, намагаючись знищити його поглядом. Після чого проклинає його: «Ти поклявся бути вірним мені, і віддав мені свій подих, і я прийняла твою клятву. Нехай буде так. З тих пір, поки ви не спите, ви будете мати своє дихання, але якщо ви заснете, то це дихання буде взято від тебе, і ти помреш!».

## Синдром Ундіни
Казка є підґрунтям, що пояснює походження назви «Синдрому Ундіни»: природженого центрального синдрому гіповентиляції (CCHS), важка форма якого відома як апное уві сні. CCHS призводить до втрати контролю дихання, що призводить до необхідності свідомо ініціювати кожен вдих. При відсутності лікування людина з CCHS помирає.

## Алхімія
У середньовічних алхіміків ундини — одні з чотирьох управителів елементів природи — елементалів, духів стихій. Вони керують водною стихією.